# Pristimantis riveti
Pristimantis riveti là một loài động vật lưỡng cư trong họ Strabomantidae, thuộc bộ Anura. Loài này được Despax mô tả khoa học đầu tiên năm 1911.